# تاتانغ بودي أوتما رزاق
تاتانغ بودي أوتما رزاق (بالإندونيسية: Tatang Budie Utama Razak) (مواليد 7 أبريل 1962) هو دبلوماسي إندونيسي يشغل منصب سفير إندونيسيا لدى كولومبيا، مع اعتماد مزدوج لدى أنتيغوا وباربودا، وباربادوس، وسانت كيتس ونيفيس، منذ 25 أكتوبر 2021. قبل ذلك، شغل منصب سفير لدى الكويت والأمين العام للوكالة الوطنية لتوظيف وحماية العمال الإندونيسيين.

## الحياة المبكرة والتعليم
وُلِد تاتانغ في فلمبان في 7 أبريل 1962، ونشأ في سوميدانغ. في عام 1980، بدأ دراسة العلاقات الدولية في جامعة بادجادجاران، وتخرج بدرجة البكالوريوس في عام 1986. حصل على درجة الماجستير في إدارة الأعمال من الجامعة الأوروبية في باريس، فرنسا، في عام 1995.

## المسار المهني
انضم تاتانغ إلى وزارة الخارجية في مارس 1987. وتم تعيينه في السفارة في باريس كسكرتير ثالث للشؤون السياسية في عام 1992، وظل في الخدمة حتى عام 1995. ثم عاد لفترة وجيزة إلى وزارة الخارجية قبل أن يعود في مهمة خارجية كموظف للشؤون السياسية في البعثة الدائمة في نيويورك برتبة سكرتير ثان. تمت ترقيته لاحقًا إلى سكرتير أول وأصبح سكرتيرا صحفيا كبيرا.
عند خدمته في البعثة الدائمة، تم تعيين تاتانج في عام 2006 في السفارة في كوالالمبور، كمستشار للبروتوكول والشؤون القنصلية. كما قاد أيضًا فريق عمل السفارة لحماية وخدمة المواطنين الإندونيسيين، حيث كان مسؤولاً عن حماية العمال المهاجرين الإندونيسيين في البلاد. في عام 2008، أصبح نائب السفير في السفارة والقائم بالأعمال المؤقت، حيث كان منصب السفير لا يزال شاغرًا في ذلك الوقت. عند تعيين داي بختيار سفيرًا، استمر في العمل كنائب السفير حتى عام 2010.
خلال فترة عمله في ماليزيا، كان تاتانغ من أشد منتقدي افتقار ماليزيا للتعاون وعدم الإبلاغ عن القضايا المتعلقة بالمواطنين الإندونيسيين، وهو ما اعتبره انتهاكًا لمبادئ اتفاقية فيينا. ووصف نظام العدالة في ماليزيا للإندونيسيين بأنه غير عادل، حيث تكون الإجراءات القانونية بطيئة عندما يكون الإندونيسيون ضحايا والعكس صحيح عندما يكونون مشتبه بهم. وقد أشاد وزير الخارجية حسن ويرايودا بنهج تاتانغ الحازم، الذي رفض النهج العائلي القديم الذي اتبعته إدارة سوهارتو، ومنحه جائزة حماية المواطن الإندونيسي. كما وصفت صحيفة (Detik) تاتانغ بأنه "أسد سفارة كوالالمبور". كما حصل على جوائز في الخدمة العامة من الرئيس سوسيلو بامبانغ يودهويونو ووزير جهاز الدولة توفيق أفندي.
في 3 سبتمبر 2010، تولى تاتانج منصبه كمدير لحماية المواطنين الإندونيسيين والمساعدة القانونية في وزارة الخارجية. وخلال فترة ولايته، قدم المساعدة للمواطنين الإندونيسيين الذين يواجهون اتهامات قانونية وعقوبة الإعدام. كما شارك في تنظيم إعادة دارسم وضياء، وهما خادمتان إندونيسيتان في السعودية هربتا من عقوبة الإعدام بعد أن دفعت الحكومة الإندونيسية الدية عنهما. في يوليو 2011، تم تعيين تاتانج في فريق عمل رئاسي يهدف إلى تقديم المساعدة القانونية والدفاع عن العمال المهاجرين الإندونيسيين الذين يواجهون تحديات قانونية في الخارج.
تم تنصيب تاتانج سفيرًا لدى الكويت في 15 أكتوبر 2014 من قبل سوسيلو بامبانغ يودهويونو، قبل خمسة أيام من انتهاء فترة رئاسته. قدم أوراق اعتماده إلى أمير الكويت صباح الأحمد الجابر الصباح في 17 مارس 2015. واصل تاتانج أعماله في حماية المواطنين الإندونيسيين، حيث أشرف في أغسطس 2015 على إعادة المواطنين الإندونيسيين الذين تم احتجازهم كرهائن من قبل القراصنة وتم التخلي عنهم في جزيرة بوبيان الكويتية، وكذلك على الإندونيسيين غير المسجلين. خلال الأشهر العديدة التي سبقت نهاية ولايته، من يناير إلى سبتمبر 2018، كان تاتانج رئيسًا للجنة الآسيان في الكويت. وبصفته هذه، نظم سلسلة من الأحداث الرياضية السنوية ووجبة غداء غير رسمية مع محافظ محافظة الفروانية فيصل الصباح.
في 23 مايو 2018، تم تنصيب تاتانج كأمين عام للوكالة الوطنية لتوظيف وحماية العمال الإندونيسيين، بعد اجتياز عملية اختيار مفتوحة في يناير من ذلك العام. بعد فترة وجيزة من تعيينه، تعاون تاتانج مع وزارة القوى العاملة للقضاء على الأدوار المتداخلة وتعزيز توظيف وحماية العمال المهاجرين. كما قدم نظامًا من خمس نقاط، تشمل الانضباط الزمني، والانضباط البدني، والانضباط الإداري، والانضباط الخدمي، والانضباط في الحماية، وأجرى زيارات شهرية لأماكن العمل في كل وحدة من وحدات الوكالة.
بعد فترة وجيزة من انتخاب رئيس الوكالة نصرون وحيد في مجلس النواب، تولى تاتانج منصبه كرئيس بالإنابة للوكالة. وخلال فترة ولايته التي استمرت نصف عام كرئيس بالإنابة، أشرف على تغييرات كبيرة في الوكالة، حيث تمت إعادة تسمية الوكالة إلى وكالة حماية العمال المهاجرين الإندونيسيين. كما خطط أيضًا لتغيير كبير في هيكل الوكالة وميزانيتها ومواردها البشرية، بما في ذلك تركيزها على إرسال المزيد من العمال المهرة إلى الخارج. ارتبط تجديد الوكالة بأجندة إصلاح العمل الأوسع نطاقًا والتي تهدف إلى تبسيط اللوائح وتنمية الموارد البشرية. عاد تاتانج إلى مكتبه كسكرتير رئيسي في أبريل 2020، واستقال من الوكالة في 30 نوفمبر 2021.
في 4 يونيو 2021، تم ترشيح تاتانج رسميًا من قبل الرئيس جوكو ويدودو سفيرًا لدى كولومبيا، مع اعتماد مزودج لدى أنتيغوا وبربودا، وباربادوس، وسانت كيتس ونيفيس. بعد اجتياز التقييم من قبل أول لجنة لمجلس النواب في يوليو، تم تنصيب تاتانج في 25 أكتوبر. قدم تاتانج أوراق اعتماده إلى رئيس كولومبيا إيفان دوكي في 1 يونيو 2022، والحاكم العام لسانت كيتس ونيفيس تابلي سيتون في 19 يونيو، والحاكم العام لأنتيغوا وبربودا رودني وليامز في 5 سبتمبر 2022. خلال فترة ولايته، أسّس (Casa de Indonesia)، المركز الثقافي الإندونيسي، في 31 أغسطس 2022، و(Amigos de Indonesia)، وهي جمعية صداقة إندونيسية كولومبية، في 30 سبتمبر 2023.

## الحياة الشخصية
تاتانج متزوج من ماريتا فاطمة.